# Matthew Shardlake
Matthew Shardlake est un personnage de fiction, héros des romans de Christopher John Sansom, plus connu sous le nom de C. J. Sansom.

## Biographie fictive
Shardlake est avocat à Londres, dans la circonscription de Lincoln's Inn, au XVIe siècle ; bossu, il est âgé d'une trentaine d'années — à la fin de Lamentation, on apprend qu'il avait sept ans à la mort d'Henri VII en 1509 : il est donc né en 1501 ou 1502.
Humaniste ayant perdu la foi depuis la Réforme, c'est un homme intelligent, ne supportant pas la misère. À l'époque d'Henri VIII, appelé le Sanguinaire, il est sous les ordres de Thomas Cranmer, l'un des proches du roi. Ses aventures débutent dans un monastère à la fin des années 1530, lors de la dissolution des abbayes.
Son fidèle compagnon Barak (ancien disciple de Lord Cromwell) devient apprenti-avocat. Enfin, Barak est marié à Mlle Tamasin depuis leur rencontre pendant la grande marche de Henri VIII vers le Nord de l'Angleterre.